# Жалын (издательство)
Жалы́н (каз. Жалын баспасы — Пламя) — казахстанское республиканское издательство. 
Основано Государственным комитетом по делам издательств, полиграфии и книжной торговли Казахской ССР в городе Алма-Ата в 1975 году на базе главной редакции детской литературы издательства «Жазушы» и молодёжной редакции издательства «Казахстан» с целью выпуска художественной и общественно-политической литературы для детей и юношества, литературы по музыке и искусству. Первым редактором стал К. Идрисов.
Выпускало серии: «Край родной», «Люди интересной судьбы», «Глобус», «Наша Лениниана» и другие.
В 1979 году были изданы 251 книга и брошюра тиражом свыше 5,7 миллиона экземпляров.
Издаёт казахский литературно-художественный журнал «Жалын».